# Мармоль, Мика
Мика Мармоль Медина (исп. Mika Màrmol Medina; 1 июля 2002, Тарраса, Испания) — испанский футболист, защитник клуба «Лас-Пальмас».

## Клубная карьера
Мармоль начал заниматься футболом в академии «Барселоны» в 2006 году, спустя два года он покинул её и занимался в академиях «Жабак и Терраса» и «Дамм», а затем вернулся в «Барселону» в 2018 году.
15 мая 2022 года Мармоль дебютировал за основную команду в матче чемпионата Испании против «Хетафе».